# 阿科梅河
阿科梅河（西班牙語：Río Acomé）是危地馬拉的河流，河道全長58.5公里，流域面積706平方公里，發源自聖盧西亞科特蘇馬爾瓜帕，最終注入太平洋，河畔城鎮有埃斯昆特拉。

## 外部連結
- Mapa de Cuencas y Ríos (INSIVUMEH) （页面存档备份，存于）
- Principales ríos de Guatemala (INSIVUMEH) Archive.today的存檔，存档日期2015-07-06